# Laboratoire central des industries électriques
Le Laboratoire central des industries électriques (LCIE) est une entreprise privée française, centre technique professionnel du domaine de l'électricité et de la métrologie. Il a été inauguré en 1888.

## Objectif
L’objectif principal du LCIE a été de rendre service aux industriels, en s’appuyant sur sa compétence technique. Une intégration verticale des métiers électriques, métrologie, mesures, essais, contrôles, études et recherches techniques, lui a permis de s’adapter aux mutations très rapides du secteur, par la circulation interne de l’information. En 2001, le secteur électrique s’est complétement réformé, avec un transfert des métiers du LCIE vers de nouveaux acteurs publics et privés (LNE, Bureau Veritas, Landauer, etc.).

## Débuts: le LCE

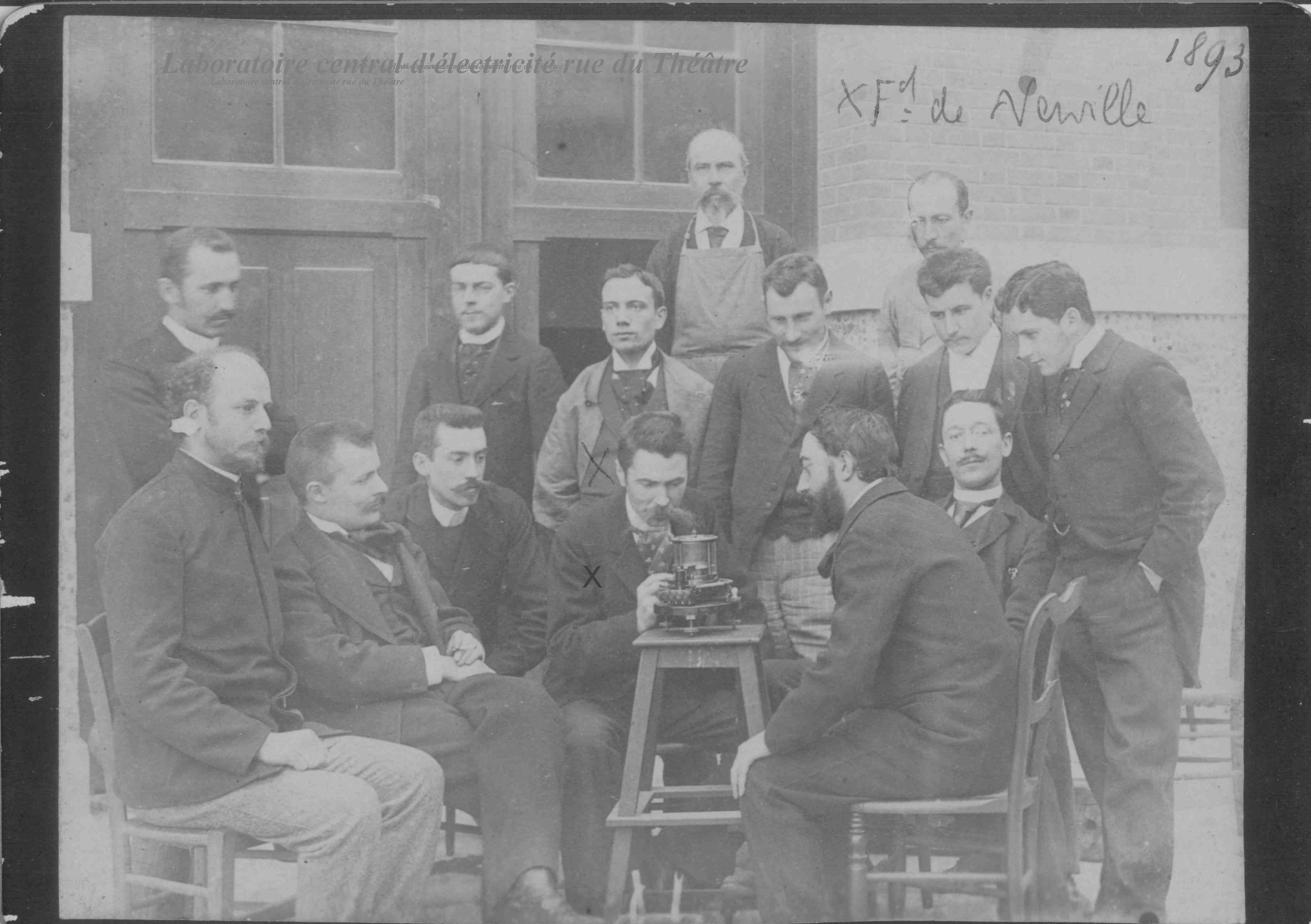
Nerville et son équipe du Laboratoire central d'électricité, rue du Théâtre, en 1893.

En 1881, l’Exposition internationale d'Électricité tenue à Paris a un grand retentissement. Georges Berger en est le commissaire général. En même temps se tient le Congrès international des électriciens, dont un des animateurs est le physicien Éleuthère Mascart. Les importants bénéfices de l'exposition permettent à la Société internationale des électriciens de lancer la création d'un laboratoire central d'électricité en 1886. Elle choisit Ferdinand Guillebot de Nerville pour le diriger. Le laboratoire est installé rue du Théâtre dans le quinzième arrondissement et inauguré en 1888. Nerville est un ancien assistant de Mascart ; il demande à son maître de l'aider en prenant la tête de la Société internationale des électriciens chargée de l'épauler. En 1893, le laboratoire quitte ses locaux insalubres de la rue du Théâtre pour des locaux neufs rue de Staël. En 1894, l'École d'applications d'électricité, future École supérieure d'électricité, est fondée en son sein à l'initiative de Mascart. Ferdinand de Nerville en assure un an la direction avant de démissionner de ses deux postes que reprend Paul Janet.
En 1928, l'École supérieure d'électricité, dite aussi Supélec, se sépare du laboratoire, elle quitte ses locaux de la rue de Staël pour Malakoff.

## Nouvel essor (1942-1996), soutien au développement massif de l’électricité
La véritable rupture se fait en 1942,. Le LCIE change de structure et de tuteur. Pour gérer le laboratoire, une société à responsabilité limitée au capital d’un million de francs de l’époque, est créée en 1943. L’emménagement à Fontenay-aux-Roses a lieu en 1948. 
En 1946, l’électricité est nationalisée. Les sociétés savantes cèdent la place de tuteurs à EDF et à la SGCE, le syndicat général de la construction électrique (devenu la Fédération des industries électriques, électroniques et de communication (FIEE) ultérieurement). Le LCIE passe de 89 agents en 1950, à 193 en 1960, et 330 en 1970.[réf. nécessaire]
En 1959, à l’instigation du CEA, le LCIE créé un service de dosimétrie photométrique, pour contrôler les rayonnements absorbés par les salariés des entreprises privées. 
En 1969, le BNM (Bureau national de métrologie), sous la forme d’un GIE, est créé pour éviter la naissance d’un institut de métrologie. Le LCIE, un des quatre labos primaires de métrologie, est chargé de la conservation et de l’amélioration des étalons électriques primaires et secondaires. Il participe à de nombreuses comparaisons inter laboratoires, afin d’assurer la cohérence des étalons.
Le LCIE et le LNE décident de regrouper leurs activités médicales pour simplifier les procédures d’homologation. Ils fondent le GLEM en 1980, qui se transforme en G-Med en 1994. Durant les années 1980, c’est l’essor des composants électroniques, qui représentent jusqu’à un quart du volume des essais. En 1990, la compatibilité électromagnétique, avec les normes européennes obligatoires, prend le relais.

## Organisme compétent au niveau européen et international (1996-2001)
Le LCIE doit faire face aux contraintes, réglementations, politiques européennes. Il était peu préparé à évoluer, mais possédait une expertise technique reconnue.
En 1996, le LCIE et l’Union technique de l'électricité (UTE) décident de se rapprocher et fusionnent les activités essais du LCIE et la partie certification de l’UTE, comme cela existe dans beaucoup de pays. Le LCIE devient société anonyme le 1er juillet 1996. Les deux anciens tuteurs EDF et la FIEE possèdent chacun 48 % des parts. Les 4 % restant étant détenus par l’UTE. À cette époque la majorité des réglementations nationales sont remplacées par des grandes directives européennes. Pour un certain nombre de produits, les essais doivent être réalisés par un organisme tiers identifié. Le LCIE est reconnu au niveau européen comme un organisme compétent au titre d’un certain nombre de directives.[réf. souhaitée]
L’ouverture des frontières conduit le laboratoire à passer des accords bilatéraux et de coopération. En 1997, le LCIE signe d’accords de reconnaissance mutuelle de certification avec les UL américains (Underwriters Laboratories), le CSA canadien, le Japon, la Chine, et de nombreux autres pays. Une nouvelle organisation est mise en place en 1997 autour de trois pôles : métrologie, essais, certification. Le LCIE compte alors 430 salariés.
À l’instigation de la grande distribution, il est décidé, en 1998, de créer une filiale en Chine, pour opérer les essais et la certification des produits sur leur lieu de fabrication. La filiale LCIE Chine est établie à Shanghai et compte une vingtaine de salariés au bout d’un an. Le chiffre d’affaires à l’international passe de zéro à 20 % en 2001.[réf. nécessaire]

## Recomposition du paysage en métrologie, certification, normalisation électrique (depuis 2001)
En 2001, EDF et la FIEEC se recentrent sur leur métier de base, et cèdent le LCIE à Bureau Veritas. Le LCIE est scindé en trois activités légales distinctes : 
- Les essais certification sont rattachés au groupe Bureau Veritas, sous le nom LCIE Bureau Veritas ;
- l’activité régalienne métrologie électrique est transférée au LNE, l’activité dosimétrie, essentiellement commerciale.
- l'activité médicale du Gmed est transférée au LNE.

À la suite de la dissolution du BNM, en 2005, le LNE pilote l’ensemble des secteurs de la métrologie française. Il est devenu laboratoire national de métrologie et d’essais en 2005. Landauer LCIE devient Landauer Europe en 2010. 
L’activité normalisation de l’UTE est transférée à l’Association française de normalisation (Afnor) en 2014. Cette dernière représente maintenant la France au Commission électrotechnique internationale (CEI), et au Comité européen de normalisation en électronique et en électrotechnique (CENELEC).
En 2016, la directive 2014/34/UE entre en vigueur, ce qui permet d’étendre les prestations ATEX. L’évaluation de cette norme constitue la majorité des ventes pour ce service. Le département CODDE célèbre les 20 ans du logiciel EIME : qui permet d’évaluer les impacts environnementaux des produits ainsi que leur écoconception. En 2017, le LCIE fait l’acquisition de METRACEM, qui devient LCIE Site de Vourles. Cette même année, le LCIE devient Organisme Notifié pour le Règlement des Produits de la Construction (RPC). 2018 est marqué par le rachat des moyens d’essais du laboratoire de Nokia à Lannion, qui devient le LCIE Site de Lannion. Cette même année, le LCIE rachète une cage CEM V05 à Schneider pour l’implanter dans la partie Civil de Villebon.
En 2019, le LCIE célèbre les 70 ans du laboratoire de Fontenay-Aux-Roses.
En 2020, pendant le confinement lié à la pandémie du Covid-19, en tant qu’acteur majeur dans le domaine de l’évaluation de la conformité des dispositifs électro-médicaux, LCIE Bureau Veritas mobilise ses équipes afin de soutenir le Consortium (AirLiquide ; PSA ; Valeo ; SchneiderElectric) lancé par le gouvernement pour la fabrication de respirateurs.
À cause de la pandémie mondiale, LCIE Bureau Veritas site de Lannion ferme ses portes. Le LCIE délivre son premier certificat CB (IEC 62443) en Cybersécurité, à MOXA (entreprise de réseaux industriels). le LCIE a commencé le développement des offres en Cybersécurité en 2017. Aujourd’hui, l’équipe Cybersécurité travaille en collaboration avec les experts Cybersécurité de Bureau Veritas : Secura, Bureau Veritas Exploitation, BV CPS Taiwan, BV CPS Shanghai, 7layers, etc. Lors de cette même année, une nouvelle cage CEM a été installée à Vourles pour les essais automobiles et puis une autre cage CEM à Pulversheim pour les essais civils. 2020 le laboratoire de Pulversheim fête ses 10 ans.
Le LCIE est devenu l’organisme de certification de la BV Mark en novembre 2021. La BV Mark a pour but de renforcer la confiance du consommateur final. Elle peut être apposée notamment sur les textiles, les biens de consommation durables, les produits électriques et électroniques, les articles de soins et les cosmétiques, les produits liés à la santé et les appareils sans fil. Toujours en novembre 2021, CODDE diffuse le référentiel NegaOctet qui permet de mesurer et de réduire de manière significative l’impact environnemental des services numériques sur l’ensemble de leur cycle de vie. 
En février 2022, le LCIE est devenu leader mondial en nombre de certificats 62443 IECEE émis[réf. nécessaire].

## Directeurs généraux
- 1888-1895 : Ferdinand Guillebot de Nerville
- 1895-1937 : Paul Janet (simultanément directeur de l’ESE de 1895 à 1936)
- 1937-1942 : Raymond Jouaust[Note 1]
- 1942-1954 : Louis Sartre
- 1955-1956 : Félix Esclangon[Note 2]
- 1957-1981 : Philippe Olmer (simultanément directeur de l’ESE de 1961 à 1968)[10]
- 1981-1986 : Jacques Oswald
- 1986-1996 : Henri Lacoste[Note 3]
- 1996-2001 : Michel Vieillefosse
- 2001-2005 : Jean-Pierre Gomel
- 2005-2006 : Henri Cervelo
- 2006-2007 : Philippe Lemaitre
- 2007-2008 : Hardouin Ginnene
- Depuis 2009 : Christophe Richard